# Nazanin Boniadi
Nazanin Boniadi ([nɑzæˈniːn ɛ bonjɑˈdiː]; persiska: نازنین بنیادی), född 22 maj 1980 i Teheran, Iran, är en brittisk skådespelare med iranskt ursprung.

## Biografi
Boniadi föddes i Teheran, Iran i efterdyningarna av iranska revolutionen. Hennes föräldrar flydde kort därefter till London. Hon spelade under uppväxten violin och dansade balett.
Hon studerade på en privat gymnasieskola och flyttade senare till USA där hon tog ut en kandidatexamen i biologi vid University of California, Irvine, UCI. Under tiden vid UCI fick hon en utmärkelse för sitt arbete för cancerbehandling och förebyggande av bortstötning av transplanterade hjärtan.
Under 2006 medverkade Boniadi i en kortfilm för att året därpå få rollen som Leyla Mir i såpoperan General Hospital: Night Shift. vilket gjorde henne till den första iranskfödda skådespelaren att ha en återkommande roll i en amerikansk såpopera.

## Privatliv
Boniadi talar engelska och persiska flytande. I mitten av 00-talet var hon en anhängare till scientologirörelsen. Hon hade 2004 ett kort förhållande med Tom Cruise efter att Scientologikyrkan sägs ha gjort en grundlig utredning av henne. Hon har sedan dess lämnat organisationen och kallar sig nu en icke-praktiserande muslim.

## Filmografi (i urval)

### Television
| År         | Titel                         | Roll           | Anmärkning                                                         |
| ---------- | ----------------------------- | -------------- | ------------------------------------------------------------------ |
| 2007       | The Game                      | Josie          | 2 avsnitt                                                          |
| 2007       | General Hospital: Night Shift | Leyla Mir      | 13 avsnitt                                                         |
| 2007–2009  | General Hospital              | Leyla Mir      | 119 avsnitt                                                        |
| 2010       | The Deep End                  | Heather Mosson | Avsnitt: "To Have and to Hold"                                     |
| 2010       | 24                            | Blonde Woman   | 2 avsnitt                                                          |
| 2010       | Hawthorne                     | Aneesa Amara   | Avsnitt: "Final Curtain"                                           |
| 2011       | Suits                         | Lauren Pearl   | Avsnitt: "Errors and Omissions"                                    |
| 2011, 2014 | How I Met Your Mother         | Nora           | Säsong 6–7 (återkommande; 9 avsnitt) Säsong 9 (gäst; 1 avsnitt)    |
| 2012       | CSI                           | Lauren         | Avsnitt: "Seeing Red"                                              |
| 2012       | Best Friends Forever          | Naya           | 2 avsnitt                                                          |
| 2013       | Go On                         | Hannah         | 1 avsnitt                                                          |
| 2013       | Grey's Anatomy                | Amrita         | 1 avsnitt                                                          |
| 2013–2014  | Homeland                      | Fara Sherazi   | Säsong 3 (återkommande; 6 avsnitt) Säsong 4 (huvudroll; 6 avsnitt) |
| 2014       | Scandal                       | Adnan Salif    | Säsong 3 (återkommande; 7 avsnitt)                                 |
| 2017–2018  | Counterpart                   | Clare          | Säsong 1 (huvudroll; 9 avsnitt)                                    |

### Film
| År   | Film                      | Roll              | Anmärkningar |
| ---- | ------------------------- | ----------------- | ------------ |
| 2006 | Kal: Yesterday & Tomorrow | Simmi             | Kortfilm     |
| 2007 | Gameface                  | Taylor            |              |
| 2008 | Charlie Wilson's War      | Afghansk flykting | Ej omnämnd   |
| 2008 | Iron Man                  | Amira Ahmed       |              |
| 2009 | Diplomacy                 | Persisk tolk      | Kortfilm     |
| 2010 | The Next Three Days       | Elaine            |              |
| 2012 | Shirin in Love            | Shirin            |              |
| 2015 | Desert Dancer             | Parisa Ghaffarian |              |
| 2016 | Ben-Hur                   | Esther            |              |
| 2016 | Passengers                |                   |              |
| 2018 | Hotel Mumbai              | Zahra             |              |